# Tiro com arco nos Jogos Pan-Americanos de 1991
As competições de tiro com arco nos Jogos Pan-Americanos de 1991 foram realizadas em Havana, Cuba. Esta foi a quarta edição do esporte nos Jogos Pan-Americanos.

## Masculino

### Recurvo individual
| POSIÇÃO | NOME                |
| ------- | ------------------- |
|         | Darrell Pace (USA)  |
|         | Edwin Eliason (USA) |
|         | Ricardo Rojas (MEX) |

### Recurvo 30 m
| POSIÇÃO | NOME                |
| ------- | ------------------- |
|         | Edwin Eliason (USA) |
|         | Jay Barrs (USA)     |
|         | Ricardo Rojas (MEX) |

### Recurvo 50 m
| POSIÇÃO | NOME                |
| ------- | ------------------- |
|         | Eric Brumlow (USA)  |
|         | Miguel León (CUB)   |
|         | Ricardo Rojas (MEX) |

### Recurvo 70 m
| POSIÇÃO | NOME                     |
| ------- | ------------------------ |
|         | Darrell Pace (USA)       |
|         | Eric Brumlow (USA)       |
|         | Eduardo Messmacher (MEX) |

### Recurvo 90 m
| POSIÇÃO | NOME                |
| ------- | ------------------- |
|         | Eric Brumlow (USA)  |
|         | Jay Barrs (USA)     |
|         | Ricardo Rojas (MEX) |

### Recurvo por equipes
| POSIÇÃO | NOME               |
| ------- | ------------------ |
|         | USA Estados Unidos |
|         | MEX México         |
|         | CUB Cuba           |

## Feminino

### Recurvo individual
| POSIÇÃO | NOME                     |
| ------- | ------------------------ |
|         | Denise Parker (USA)      |
|         | Jennifer O'Donnell (USA) |
|         | Aurora Bretón (MEX)      |

### Recurvo 30 m
| POSIÇÃO | NOME                |
| ------- | ------------------- |
|         | Denise Parker (USA) |
|         | Kitty Frazier (USA) |
|         | Aurora Bretón (MEX) |

### Recurvo 50 m
| POSIÇÃO | NOME                |
| ------- | ------------------- |
|         | Janet Dykman (USA)  |
|         | Denise Parker (USA) |
|         | Miriam Véliz (MEX)  |

### Recurvo 60 m
| POSIÇÃO | NOME                     |
| ------- | ------------------------ |
|         | Denise Parker (USA)      |
|         | Jennifer O'Donnell (USA) |
|         | Alejandra García (MEX)   |

### Recurvo 70 m
| POSIÇÃO | NOME                |
| ------- | ------------------- |
|         | Denise Parker (USA) |
|         | Kitty Frazier (USA) |
|         | Aurora Bretón (MEX) |

### Recurvo por equipes
| POSIÇÃO | NOME               |
| ------- | ------------------ |
|         | USA Estados Unidos |
|         | MEX México         |
|         | CUB Cuba           |

## Quadro de medalhas
| Posição | Nação              |    |    |    | Total |
| ------- | ------------------ | -- | -- | -- | ----- |
| 1       | USA Estados Unidos | 12 | 9  | 0  | 21    |
| 2       | MEX México         | 0  | 2  | 10 | 12    |
| 3       | CUB Cuba           | 0  | 1  | 2  | 3     |
| Total   | Total              | 12 | 12 | 12 | 30    |